# Чекон (Анапа)
Чеко́н — хутор в муниципальном образовании город-курорт Анапа Краснодарского края России. Входит в состав Первомайского сельского округа.

## География
Хутор находится в западной части края, у реки Чекон. К хутору примыкает с юго-западной стороны другой хутор — Красная Балка. В примерно в 350 метрах к юго-востоку хутор Верхний Чекон.

## История
Согласно Закону Краснодарского края от 1 апреля 2004 года № 676-КЗ Чекон вошёл в состав образованного муниципального образования город-курорт Анапа.

## Население
| 2002 | 2010  |
| ---- | ----- |
| 1643 | ↘1570 |

Национальный состав
Согласно результатам переписи 2002 года, в национальной структуре населения русские составляли 88 % от 1643 жителей.

## Инфраструктура
Функционируют основная школа № 10, детский сад № 38 «Чебурашка», дом культуры, отделение почтовой связи № 353428, сельская библиотека, ФАП, стадион.

## Транспорт
Доступен автомобильный и железнодорожный транспорт.
Автобусный маршрут 103 (на декабрь 2019).
Ближайшая железнодорожная станция — Юровский, находится в центре сельского округа — станице Юровка.

## Археология
Поселение Чекон находится на левом берегу реки Чекон (правый приток реки Капиляпсин). Единый погребальный обряд отсутствует. Скелеты лежат в скорченном положении на боку, положение ног и рук различно. На поселении псекупского варианта (причерноморского локального участка) майкопско-новосвободненской общности Чекон найдена керамическая орнаментированная статуэтка, изображающая женское божество и имеющая аналогии на памятниках трипольской культуры с пластикой серезлиевского типа времени Триполья СII. Статуэтка впервые напрямую документирует связи позднетрипольского населения с племенами западного ареала майкопско-новосвободненской общности.
На поселении майкопской культуры Чекон-2 выявлено необычное двухъярусное захоронение: нижнее — погребение ребёнка 5—6 лет, болевшего цингой, верхнее — погребение мужчины, который, судя по соотношения изотопов стронция, не провел свою жизнь на одном месте, а последние годы путешествовал, но умер на территории, где появился на свет.